# Castilleja belding
Castilleja belding là loài thực vật có hoa thuộc họ Cỏ chổi. Loài này được (Greene) Tank & J.M. Egger mô tả khoa học đầu tiên năm 2009.